# Samodzielna Grupa Operacyjna Kövessa
Samodzielna Grupa Operacyjna Kövessa – samodzielna grupa operacyjna Armii Austro-Węgier, istniejąca w 1914, na początku I wojny światowej, dowodzona przez gen. Hermanna Kövessa von Kövesshaza.
Grupa składała się z części oddziałów III i XII korpusu oraz pozakorpuśnych oddziałów operacyjnych. Szefem sztabu był Gottlieb Wejmelka.
Zadaniem grupy, w razie wybuchu wojny, było utrzymanie pozycji w Galicji Wschodniej aż do przybycia reszty 2 Armii, której formalnie podlegała, oraz zapewnienia łączności z Królestwem Rumunii.